# Библиотека „Гоце Делчев“ (Гевгели)
Библиотеката „Гоце Делчев“ (на македонска литературна норма: Библиотека „Гоце Делчев“) е градска библиотека в град Гевгели, Северна Македония.

## Беширов конак
Библиотеката е разположена в центъра на града, до градския площад, в двуетажната къща Беширов конак, изградена в 1912 година и един от добрите представители на архитектурата в града в началото на XX век. Къщата е обявена от министерството на културата на Република Македония за защитен обект от първи ред и е собственост на община Гевгели.

## История
В Гевгели българското читалище е основано още в 1910 година, като е разположено в Чугунцалиевия дукян, като първоначално е посещавано от Драматичната секция на местните учители. В междувоенния период читалището, вече сръбско, работи с прекъсвания. В 1945 година читалището прерараства в народна библиотека, наречена на Гоце Делчев. От 1950 година е в Беширов конак, първоначално в приземния етаж, а от 1985 година и на ката.
Библиотеката притежава колекция от ценни книги, между които „Огледало“ на възрожденеца Кирил Пейчинович, отпечатена в 1816 година в Буда. Библиотеката започва да работи в 1945 година с почетен фонд от 500 книги. Към началото на XXI век библиотеката разполага с над 70 000 книги, 1000 тома вестници и списания, около 400 редки книги и 200 краеведчески заглавия. Целият книжен фонд е качен на сайта на библиотеката.